# Ольга Гречану
Ольга Гречану (нар. 1890, Румунія — 1978) — письменниця, живописець, представниця румунського неомодернізму, була найяскравішою жінкою-художницею і вченим у період міжвоєнного культурного розквіту.

## Життя і робота
Ольга народилася в родині польсько-німецьких інтелектуалів Бухареста, 4/17 вересня в монастирі Немаештіш, поблизу Кампульгуссела, де батьки були у відпустці.
Вона відвідувала початкову та середню школи в приватних навчальних закладах у Бухаресті (Помпілійський інститут, Інститут Чешєвського, відповідно). Після закінчення університету вона вивчала хімію та образотворче мистецтво в Льєжі (Бельгія) протягом трьох років (1911—1914), після змушена була повернутися в країну, де в 1914 році вона одружилася зі своїм колегою з політехнічних досліджень, Ніколае Гречану. Ольга ініціює першу асоціацію жінок-художниць і скульпторів, а в 1915 організує їх першу виставку в румунському Атенеумі. Вона має групову виставку в Яссах, а також персональну виставку в Румунському Атенеумі в 1919 році.
У 1919—1922 роках повернулася до Бельгії і закінчила навчання в галузі хімії і образотвочого мистецтва. Вона планує займатися спеціалізацією для фрескових робіт в Парижі в академії Баудоін.
Вона мала персональні виставки в Парижі (1928), Нью-Йорку (1924), брала участь у світовій виставці в Нью-Йорку 1939 року.
До Другої світової війни вона розписала дві зали Палацу Святого Синоду, залу засідань Ратуші Зелених та Музейну залу Королівського палацу. Працює з фрескою і мозаїкою в Інституті архітектури (1938), у залі станції Могошоая (1939), з зовнішньою фрескою Інституту історії «Ніколае Йорга».
Після Другої світової війни вона розписувала церкви і робить настінні розписи, які нагадують зовнішню мозаїку церкви Антіма в Бухаресті (1949).
У 1974 році вона має велику ретроспективу в залах Даллеса. Це було за чотири роки до її смерті 16 листопада 1978 року, похована на кладовищі Беллу.
Після 1989 року проводяться дослідження, багато медитацій і подорожей, а журнал "Рост" з травня 2010 року присвячує два дослідження її життю та роботі, підписані Адіною Нану та Ліліаною Урсу (www.rostonline.ro).

## Опубліковані роботи
- 1933 — з'являється робота "Бухарест та його околиці".

- 1935 — Публікує роботу "Настінний розпис: його закони та техніка", Інститут графічного мистецтва Тріумф, Бухарест. Книга також з'являється французькою мовою: La Composition mural: техніка Ses lois et s, Imprimeur-Editeur Жюльєн Лагер Делькур, Renaix, 1938.

- 1937 — Публікує роботу "Cula в Măldăreşti", Інститут графічного мистецтва Тріумф, Бухарест.

- 1939 — Публікує Національна специфіка живопису, Румунський буклет, Бухарест. Бере участь у міжнародній виставці в Нью-Йорку.

- 1943 — Публікує "Жінки-художниці минулого", Видавництво Зіарул, Крайова.

## Належність
- Товариство жінок-художниць
- Молоді художники